# Maria-Hilf-Kapelle (Zellingen)

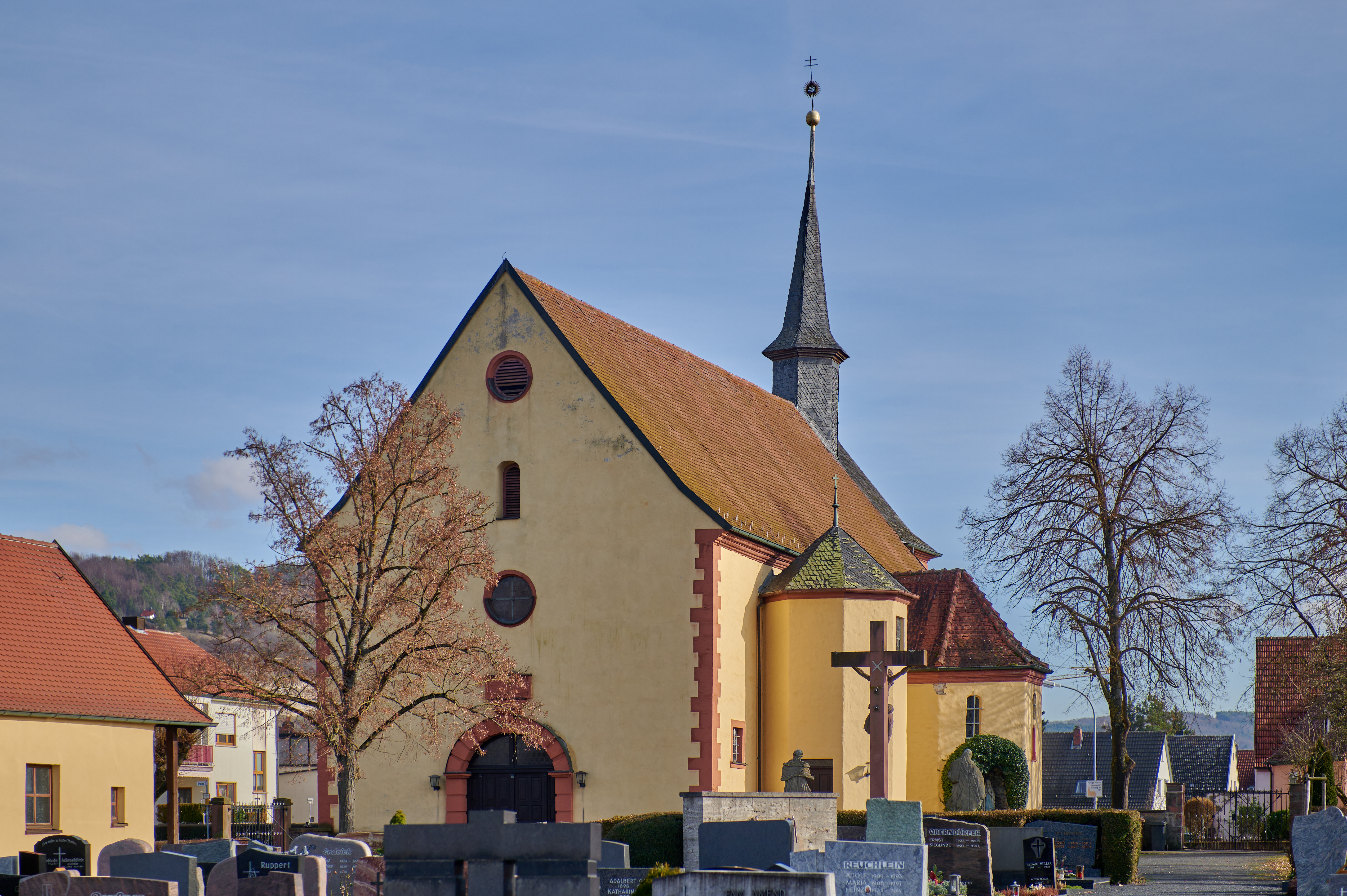
Maria-Hilf-Kapelle

Die Friedhofskapelle Maria-Hilf ist ein römisch-katholisches Kirchengebäude in Zellingen, einem Markt im Landkreis Main-Spessart (Unterfranken, Bayern). Die Kirche ist unter der Denkmalnummer D-6-77-203-10 als Baudenkmal in der Bayerischen Denkmalliste eingetragen.
Die Kapelle ist eine der 50 Stationen auf dem Fränkischen Marienweg.

## Geschichte
Im 15. Jahrhundert existierte in Zellingen eine marianische Bruderschaft der dortigen Junggesellen, welche jedoch spätestens in der Reformationszeit wieder aufgelöst wurde. Das in der örtlichen Überlieferung genannte Gründungsjahr 1252 ist wahrscheinlich eine spätere Hinzufügung. Nach kurzer Zeit soll die Skapulierbruderschaft bereits 4000 Mitglieder gezählt haben.
Um 1600 entstand der Wunsch, außerhalb des Ortes auf freiem Feld eine Marienkapelle zu errichten. Aufgrund der widrigen Umstände durch den Dreißigjährigen Krieg war dieses Vorhaben jedoch zunächst nicht zu realisieren.
Im Jahr 1673 gelang es, eine Kopie des dem Evangelisten Lukas zugeschriebenen Marienbildes von Neapel zu erwerben, woraufhin die Bruderschaftskapelle in den Jahren 1677 bis 1685 am Ortsrand von Zellingen errichtet wurde. Der Standort für den Neubau wurde an jener Stelle gewählt, über der ein Pater der Benediktinerabtei Neustadt am Main während seines Weges ein „überirdisches Licht“ wahrgenommen hatte. Die Grundsteinlegung fand am 20. November 1677 statt, die Weihe des „Kapellengrundes und des obersten Ecksteins“ sowie die Feier des ersten Gottesdienstes wurden durch Weihbischof Stephan Weinberger am 1. April 1678 durchgeführt. Der Chor wurde am 8. September 1678 eingeweiht. Die Kapelle erhielt ihre Konsekration zu Ehren Maria-Hilf vom Berge Karmel, St. Josef, St. Joachim und St. Anna durch Weihbischof Stephan Weinberger am 12. August 1685.
Besonders im 18. Jahrhundert entwickelte sich die Kapelle zu einem vielbesuchten Wallfahrtsort. Es wird angenommen, dass die Zellinger Kapelle Station für Prozessionen nach Dettelbach und Walldürn war.
Bei Renovierungsarbeiten um 1892 ging die Kopie des Lukasbildes verloren. Die Votive sowie Weihegaben wurden bis auf ein Votivbild von 1685 entfernt und die vormals marianisch bestimmte Ausstattung wurde durch eine dem Zeitgeist entsprechende Einrichtung ersetzt.
Nach 1945 erlebte die Skapulierbruderschaft unter dem damaligen Pfarrer Justin Wittig eine Wiederbelebung. In der Kapelle wurden neben den üblichen Marienfesten und dem Josefstag vor allem das Titularfest der Bruderschaft begangen. Dieses wird bis heute von den Würzburger Unbeschuhten Karmeliten in Zellingen mit einem Festgottesdienst, einer Bruderschaftsandacht, Beichtgelegenheit und einer Lichterprozession gefeiert.
Im Laufe der Geschichte wurde die Kapelle mehrmals renoviert und instand gesetzt. Ein baufälliger Treppenturm zur Empore an der Nordwestecke wurde abgerissen und 1959 unter Leitung von Ottmar Weiglein originalgetreu wiederaufgebaut. Weitere Renovierungen erfolgten in den Jahren 1966 ebenfalls unter der Leitung von Weiglein, 1978–1980 unter Wilfried Schmitt aus Retzbach und 1997 unter Willi Müller aus Marktheidenfeld. Aufgrund ihrer Lage neben dem Friedhof wird sie auch als Friedhofskapelle genutzt.

## Architektur
Die nach Süden gerichtete Kapelle besteht aus einem flachgedeckten Langhaus mit vier Fensterachsen, an das sich ein dreiseitig geschlossener Chor anschließt, welchem eine halbkreisförmige Sakristei vorgelagert ist. Über dem Chor ist ein Dachreiter aufgesetzt. Ein Nebenchor befindet sich an der Westseite der Kapelle.

## Ausstattung

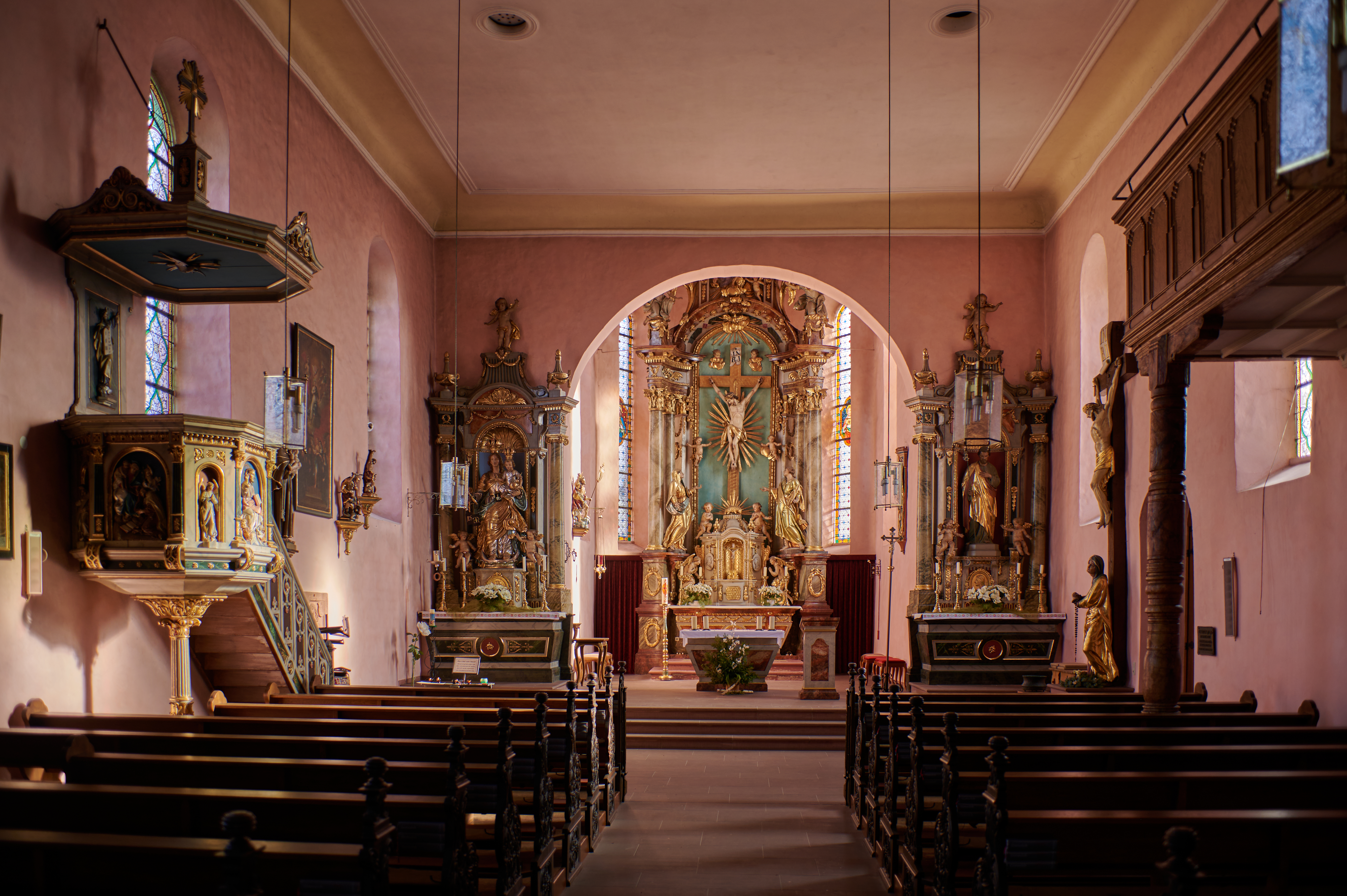
Innenraum mit Blick zum Chor

Der frühklassizistische Hochaltar sowie die zwei Seitenaltäre wurden im Jahr 1788 von Hofbildhauer Johann Peter Wagner aus Würzburg geschaffen. Ursprünglich wurden diese für die Wallfahrtskirche Maria im Grünen Tal in Retzbach angefertigt, wurden jedoch 1892/93 nach Zellingen transferiert.
Der viersäulige Hochaltar zeichnet sich durch einen Tabernakelaufbau mit seitlichen Anbetungsengeln und einer Bekrönung mit dem Lamm Gottes aus. In der Altarmitte findet sich ein Kruzifix, flankiert von den Assistenzfiguren der heiligen Maria und des heiligen Johannes. Das Gebälk schmücken zwei geflügelte Engel, und im Auszug thront die Figur des Gottvaters.
Der Volksaltar sowie der hölzerne Ambo wurden 1980 angefertigt. Die Weihe des Altars fand am 3. Mai 1980 durch Weihbischof Alfons Kempf statt.
Die Chorwände zieren ein Flachrelief mit der Darstellung der heiligen Dorothea aus dem Ende des 15. Jahrhunderts sowie eine Figur des auferstandenen Christus aus dem 20. Jahrhundert. Die Chorfenster zeigen Darstellungen der Herzen Jesu und Mariens, ergänzt durch eine Ornamentmalerei aus dem Jahr 1892. Die Chordecke schmücken Stuckleisten mit dem IHS-Monogramm.
Die beiden Seitenaltäre haben jeweils einen zweisäuligen Aufbau. Der Marienaltar im Osten enthält eine Holzplastik der Skapuliermadonna, während der Josefsaltar im Westen eine Figur dieses Heiligen aus dem Ende des 19. Jahrhunderts aufweist. Bei der Madonna handelt es sich um eine vom Würzburger Hans Theobald angefertigte Kopie, da sich das Original, welches zuvor im Hochaltar stand, seit 1932 in der Pfarrkirche St. Valentin in Birkenfeld befindet.
An der östlichen Langhauswand befindet sich eine Kanzel, die 1893/94 von Franz Wilhelm Driesler gestaltet wurde. Den Kanzelkorpus schmücken Reliefs des Christus Salvator mit den Symbolen der vier Evangelisten, die Übergabe des Skapuliers durch die Karmelmadonna an Simon Stock sowie geflügelte Engel. An der Rückwand der Kanzel ist ein Relief mit der Darstellung des Moses mit den Gesetzestafeln zu sehen. Der Schalldeckel wird durch ein Kreuz bekrönt.
Im Anschluss befinden sich an der Wand eine Figur des heiligen Antonius mit Jesuskind aus dem späten 19. Jahrhundert sowie Figuren des heiligen Georg sowie des heiligen Sebastian, welche aus dem 20. Jahrhundert stammen. Ein barockes Votivgemälde von 1685 zeigt den Tod der heiligen Scholastika.
In der Wand eingemauert ist das Fragment eines Epitaphs aus Sandstein, welches mit den Ahnenwappen der Familien Voit von Rieneck und Haberkorn und mit der Jahreszahl 1513 versehen ist.
Entlang der westlichen Langhauswand findet sich eine Figurengruppe mit Christus am Kreuz und schmerzhafter Muttergottes aus dem 18. Jahrhundert. Ein weiteres Ölgemälde aus derselben Epoche zeigt die Darstellung des Elieser, der im Auftrag Abrahams um Rebekka wirbt.
Die Kapelle beherbergt außerdem 14 gemalte Kreuzwegstationen aus der zweiten Hälfte des 18. Jahrhunderts. Ein auf der Empore befindliches Gemälde aus dem 19. Jahrhundert stellt den auferstandenen Christus dar.
Eine weitere Figur zeigt den heiligen Judas Thaddäus, geschaffen von Heinz Schiestl aus Würzburg im Jahr 1898.

### Nebenchor
Die spätgotischen und barocken Reliquienbüsten der vierzehn Nothelfer aus der Erstausstattung um 1480 sind in den Muschelnischen eines barockisierenden Altars im Nebenchor vereint. Sie umgeben eine von Schiestl im Jahr 1914 geschaffene Halbfigur der Muttergottes. Im verschlossenen Unterbau beherbergt der Altar eine Figur des Grabchristus.
An der Nordwand des Nebenchors befindet sich eine Figur Jesu an der Geißelsäule aus dem 17. Jahrhundert, die ursprünglich in einem Heiligenhäuschen an der Friedhofsmauer aufgestellt war. Zwei kleinere Figuren des heiligen Joachim und der heiligen Anna schmücken ebenfalls diesen Bereich. An der Südwand des Nebenchors sind Figuren des heiligen Wendelin und des heiligen Josef sowie der Muttergottes mit Kind. Diese Darstellungen stammen allesamt aus dem 18. Jahrhundert.

### Orgel
Die Orgel befindet sich auf einer Eckempore und wurde 1888/89 durch die Firma Balthasar Schlimbach aus Würzburg angefertigt. Die besteht aus sieben Registern und wurde 1979 durch die Firma Norbert Krieger aus Retzbach restauriert.

## Außenbereich
Die Ölbergkapelle im Außenbereich markiert den Beginn des Kreuzwegs. Sie besteht aus einem barocken Zeltdachanbau über Holzsäulen mit hölzerner Ölberggruppe, die auf das 17./18. Jahrhundert zurückgeht.
Nahe der angrenzenden Friedhofsmauer findet sich eine Lourdesgrotte. Deren Marienstatue ersetzte zuvor in den Jahren 1892 bis 1952 die Karmelkönigin im linken Seitenaltar der Kapelle.
Die Südseite der Kapelle ziert ein Bildstock aus Sandstein, dessen Sockel mit ornamentiertem Pfeiler und würfelförmigem Reliefaufsatz aus dem Jahr 1600 stammen. Er enthält das Wappen des Fürstbischofs Julius Echter von Mespelbrunn. In der Nische befindet sich eine moderne Darstellung Mariens mit Kind, welche von zehn an der Außenwand der Kapelle angebrachten Engeln umrahmt wird.